# Medaglia Faraday (IET)
La medaglia Faraday è una delle più importanti medaglie internazionali assegnata dall'Institute of Engineering and Technology (IET) nel Regno Unito (in precedenza chiamato IEE - Institution of Electrical Engineers). Fa parte della serie di premi IET Achievement Medal. La medaglia prende il nome da Michael Faraday, padre dell'elettromagnetismo. Faraday è ampiamente riconosciuto come grande scienziato, ingegnere, chimico e inventore. I suoi principi di induzione elettromagnetica sono stati ampiamente utilizzati nei motori e generatori elettrici ancora oggi.

## Contesto
La medaglia di Faraday è il più alto riconoscimento della IET e uno dei premi più prestigiosi al mondo per ingegneri e scienziati. I vincitori includono inventori e ingegneri pionieristici. Assegnata per la prima volta nel 1922, è una delle medaglie più antiche ancora oggi assegnate. La medaglia "top" viene assegnata ogni anno a individui illustri che per notevoli risultati scientifici o industriali nel campo dell'ingegneria o per un contributo evidente reso al progresso della scienza, dell'ingegneria e della tecnologia, senza restrizioni per quanto riguarda nazionalità, paese di residenza o adesione all'Istituzione. Il premio è stato istituito nel 1922 per commemorare il 50º anniversario del primo incontro ordinario della Society of Telegraph Engineers e prende il nome da Michael Faraday. Ogni anno, il destinatario riceve il suo premio durante una cerimonia che si tiene a Londra, ospitata dall'IET.

## Vincitori

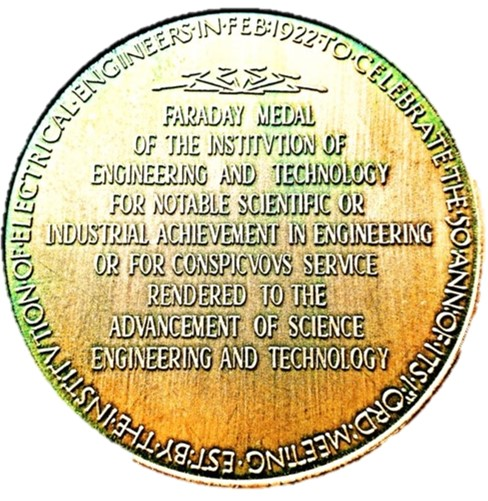
Medaglia IET Faraday

- 1922 Oliver Heaviside
- 1923 Charles Algernon Parsons
- 1924 Sebastian Ziani de Ferranti
- 1925 Joseph John Thomson
- 1926 Rookes Evelyn Bell Crompton
- 1927 Elihu Thomson
- 1928 Ambrose Fleming
- 1929 Guido Semenza
- 1930 Ernest Rutherford
- 1931 Charles Hesterman Merz
- 1932 Oliver Lodge
- 1933 non assegnata
- 1934 Frank Edward Smith
- 1935 Frank Baldwin Jewett
- 1936 William Henry Bragg
- 1937 André Blondel
- 1938 John Francis Cleverton Snell
- 1939 William David Coolidge
- 1940 Alexander Russell
- 1941 Arthur Percy Morris Fleming
- 1942 Pyotr Kapitsa
- 1943 Archibald Page
- 1944 Irving Langmuir
- 1945 Clifford Copland Paterson
- 1946 Edward Victor Appleton
- 1947 Leonard Pearce
- 1948 Mark Oliphant
- 1949 Charles Samuel Franklin
- 1950 James Chadwick
- 1951 Thomas Eckersley
- 1952 Ernest Lawrence
- 1953 Arthur Stanley Angwin
- 1954 Isaac Shoenberg
- 1955 John Cockcroft
- 1956 George William Osborn Howe
- 1957 Waldemar Borgquist
- 1958 Gordon Radley
- 1959 Luigi Emanueli
- 1960 George Paget Thomson
- 1961 Julius Adams Stratton
- 1962 Basil Schonland
- 1963 Pierre Marie Jean Ailleret
- 1964 Joseph Ronald Mortlock
- 1965 Vladimir Zworykin
- 1966 John Ashworth Ratcliffe
- 1967 Harold Barlow
- 1968 Leslie Herbert Bedford
- 1969 Philip Sporn
- 1970 Charles William Oatley
- 1971 Martin Ryle
- 1972 Frederic Calland Williams
- 1973 Nevill Mott
- 1974 George Millington
- 1975 John Millar Meek
- 1976 Thomas Otten Paine
- 1977 John Bertram Adams
- 1978 Erich Friedlander
- 1979 Robert Noyce
- 1980 Eric Ash
- 1981 Maurice Wilkes
- 1982 Brian David Josephson
- 1983 William Alexander Gambling
- 1984 Alexander Lamb Cullen
- 1985 Charles Antony Richard Hoare
- 1986 Edwin Douglas Ramsay Shearman
- 1987 David Evan Naunton Davies
- 1988 Cyril Hilsum
- 1989 Charles Kuen Kao
- 1990 Peter Lawrenson
- 1991 Alan Rudge
- 1992 Laszlo Solymar
- 1993 Alistair MacFarlane
- 1994 John Parnaby
- 1995 John David Rhodes
- 1996 Stewart Crichton Miller
- 1997 John Edwin Midwinter
- 1998 Roger Needham
- 1999 Patrick Arthur McKeown
- 2000 J. Michael Brady[6]
- 2001 Chris Harris
- 2002 Robin Saxby[7]
- 2003 Richard Friend[8]
- 2004 Peter Mitchell Grant[9]
- 2005 Azim Premji
- 2006 John McCanny[10]
- 2007 Steve Furber[11]
- 2008 Josef Kittler[12]
- 2009 Martin Sweeting
- 2010 Donal Bradley
- 2011 Donald Knuth[13]
- 2012 Leonardo Chiariglione
- 2013 Michael Pepper[14]
- 2014 Christofer Toumazou[15]
- 2015 Kees Schouhamer Immink
- 2016 Andy Harter[16]
- 2017 Bjarne Stroustrup[17]
- 2018 non assegnata
- 2019 Peter Knight
- 2020 Bashir Al-Hashimi[18]
- 2021 John E. E. Fleming